# 鹿島町下矢田
鹿島町下矢田（かしままち しもやだ）は、福島県いわき市の大字である。郵便番号は971-8132。

## 地理
いわき市南東部の小名浜地区に属する。北で常磐松久須根町、鹿島町鹿島、常磐上矢田町、東で中央台飯野、中央台鹿島、南で鹿島町走熊、鹿島町米田、西で常磐三沢町とそれぞれ隣接する。概ね町村制施行以前の磐前郡下矢田村の流れを汲む地域である。矢田川中上流域を範囲とし、川に沿い鹿島街道が縦断し、沿線に商業施設や住宅が立地し、周囲には水田が広がる。小名浜岡小名内に所在するいわき東警察署及び小名浜に所在する小名浜消防署がそれぞれ管轄にあたる。

### 主な字
字
- 蓬作
- 曲田
- 宮ノ作
- 宿畑

- 榎木内
- 沢目
- 白坂
- 霞内

- 二反田
- 滝作
- 岩井作
- 井落シ

- 宮下
- 大作
- 前原
- 扱屋

- 前田
- 下矢田
- 下ノ内
- 細作

### 河川
- 矢田川（二級水系藤原川水系）

## 歴史
- 1879年1月27日 - 平藩領下矢田村が福島県内における郡区町村制の施行により磐前郡の村となる[4]。
- 1889年4月1日 - 町村制の施行により下矢田村が久保村、下蔵持村、上蔵持村、船戸村、御代村、米田村、飯田村、走熊村、上矢田村、松久須根村、三沢村と合併し、磐前郡鹿島村が発足する。旧下矢田村域は鹿島村の大字となる[4]。
- 1896年4月1日 - 磐前郡と周辺郡との合併により石城郡が発足し、石城郡鹿島村となる[4]。
- 1953年10月10日 - 石城郡小名浜町に編入され、小名浜町の大字となる[4]。
- 1954年3月31日 - 小名浜町が泉町、渡辺村、江名町と合併、磐城市が発足し、磐城市の大字となる[4]。
- 1966年10月1日 - 磐城市が平市・常磐市・内郷市・勿来市、石城郡小川町・遠野町・四倉町・川前村・田人村・好間村・三和村、双葉郡久之浜町・大久村と合併しいわき市となり、いわき市小名浜地区の大字となる[4]。
- 1977年8月 - 北部にいわき市中央卸売市場が開設され、開設までに敷地が鹿島町鹿島として分離新設される[5]。
- 1982年3月 - 西部の丘陵地の一部が宅地造成に伴い中央台飯野として分離され平地区へ移管される[6]。
- 1988年12月 - 南西部の丘陵地の一部が宅地造成に伴い中央台鹿島として分離され平地区へ移管されるる[6]。

## 世帯数と人口
2023年10月31日現在の世帯数と人口は以下の通りである。
| 大字         | 世帯数  | 人口  |
| ------------ | ------- | ----- |
| 鹿島町下矢田 | 111世帯 | 248人 |

## 小・中学校の学区
市立小・中学校に通う場合、学区は以下の通りとなる。
| 番地           | 小学校               | 中学校                   |
| -------------- | -------------------- | ------------------------ |
| 上記を除く全域 | いわき市立鹿島小学校 | いわき市立中央台南中学校 |

## 交通

### 道路
- 福島県道26号小名浜平線（鹿島街道）
  - 入下橋
- 福島県道378号高久鹿島線

## 施設
- 下矢田団地
- 日産プリンス福島販売 いわきニュータウン店
- 真浄院